# Шывармань
«Шывармань» (Водяная мельница) — опера Ф. С. Васильева в 3 действиях, 5 картинах с прологом и интермедией по одноимённой поэме А. Е. Алги. Написана в 1957. Либретто А. Е. Алги. Сюжет разворачивается в чувашской деревне накануне революции 1905. Основу музыкального языка составляют народно-песенные интонации.

## Краткое содержание
Жители деревни построили Арлану водяную мельницу, богач невысоко оценил их старания, ему чужды чаяния простых людей. В погоне за богатством Арлан готов принести в жертву богам самую красивую девушку — Сарби. Он предлагает ей выбор — быть его любовницей или стать жертвой. Атнер, возлюбленный Сарби, пытается спасти девушку, но власть Арлана, кажется, почти безгранична. Сарби становится жертвой зла. Но сила Атнера и чувашского народа в их духе, который не сломят никакие злодеи. Солнце — покровитель великого народа — сила, дающая жизнь и не позволяющая умереть надежде на счастье, светит всем, озаряя мир своим теплом.

## Постановки
22 мая 1960 года премьерой оперы «Шывармань» открылся Чувашский оперный театр. С этого дня он начал отсчёт своей славной истории. Тогда опера талантливейшего чувашского композитора Фёдора Васильева произвела настоящий взрыв положительных эмоций у публики, которая давно нуждалась в произведении, основанном на национальном сюжете.
С тех пор опера была трактована режиссёрами несколько раз, эти спектакли не имели принципиальных различий с режиссёрской точки зрения и оставались в рамках эстетики социалистического реализма, средства которого были не в состоянии раскрыть глубокое содержание музыкальной драматургии оперы. Режиссёрская концепция призвана освободить спектакль от соцреалистических наслоений, вывести на первый план обрядовость, заложенную в самой музыке Ф. Васильева. Мизансценические построения должны раскрыть самую суть драматургии оперы.
Музыкальная сторона произведения, насквозь пропитанная народным мелосом, создаёт прекрасную основу для принципиально-нового, незамутнённого взгляда на первую чувашскую оперу.
23 ноября 2010 в рамках 20-го оперного фестиваля им. М. Д. Михайлова состоялась премьера 4-й постановки «Шывармань», в режиссёрской концепции которой внимание акцентировано на воплощении народной обрядовости и лирико-психологической драмы героев, социально-политический аспект ушёл на второй план. Опера поставлена в 2 актах, режиссёр М. Ю. Жучин, дирижёр О. С. Нестерова, художник В. В. Фёдоров, балетмейстеры Е. Г. Лемешевская, Г. Ф. Никифорова, хормейстер А. А. Фишер, исполнители Т. В. Прытченкова (Сарби), Н. Н. Иванов (Атнер), К. Г. Москалёв (Арлан), Л. Васюхина (Чегесь), М. Н. Финогенова (Чагак), И. В. Снигирёв (Палля).

Новая режиссёрская концепция призвана освободить спектакль от соцреалистических наслоений, вывести на первый план обрядовость, заложенную в самой музыке Ф. Васильева. Мизансценические построения должны раскрыть самую суть драматургии оперы. Музыкальная сторона произведения, насквозь пропитанная народным мелосом, создаёт прекрасную основу для принципиально-нового, незамутнённого взгляда на первую чувашскую оперу.
- Современная постановка оперы «Шывармань»